# Aleksander Cornea
Aleksander III Cornea (rum. Alexandru Cornea) – hospodar Mołdawii w latach 1540–1541 z rodu Muszatowiczów.
Był wnukiem hospodara Piotra III Arona, a jego ojciec Eliasz został stracony w Polsce pod koniec panowania Stefana Wielkiego (według innych źródeł - był synem Bogdana Ślepego). W 1540 został wprowadzony na hospodarski tron mołdawski przez bojarów, niezadowolonych z ciężkiej zwierzchności osmańskiej i uległego jej hospodara Stefana Szarańczy. Aleksander podjął próbę zbrojnego odzyskania utraconego kilka lat wcześniej na rzecz Imperium Osmańskiego Budziaku i miasta Bendery. Te działania spowodowały, że Wysoka Porta zwróciła się do usuniętego wcześniej z tronu Piotra Raresza i po zawarciu z nim porozumienia pomogła mu powrócić do władzy w Mołdawii. Aleksander Cornea został zamordowany.